# Korttidshem
Korttidshem är ett tillfälligt boende för barn, ungdomar och vuxna med funktionsnedsättning som har rätt till korttidsvistelse. Syftet är att personen ska få rekreation och miljöombyte och att de anhöriga ska få avlastning.
På korttidshemmet sover barnen och ungdomarna kvar. Några bor på korttidshem flera dagar i veckan medan andra endast någon helg i månaden. Föräldrarna som har barn i korttidshem ska enligt LSS hjälpa till att betala barnens kläder och annat som barnet behöver under vistelsen. 
Vistelse på korttidshem regleras liksom ledsagarservice och avlösarservice av Lagen om stöd och service till vissa funktionshindrade (LSS). Insatserna kan även sökas via socialtjänstlagen i form av bistånd. Det är hemkommunen som prövar huruvida en familj har rätt till korttidsvistelse eller inte samt hur många timmar i månaden de har rätt att utnyttja. Detta beror framförallt på funktionsnedsättningens omfattning.

## Enskild verksamhet
Privatpersoner kan starta upp ett korttidshem, men måste då söka tillstånd av Socialstyrelsen.
Om en privat verksamhet inte fungerar på ett godtagbart sätt är det Socialstyrelsen som går in och styr över denna. Om inte detta hjälper har socialstyrelsen rätt att förbjuda verksamheten. 
Om Socialstyrelsen finner att det i verksamhet som står under tillsyn förekommer ett missförhållande som har betydelse för enskildas möjligheter att kunna få de insatser de har rätt till, får Socialstyrelsen förelägga den som svarar för verksamheten att avhjälpa missförhållandet. Ett föreläggande ska innehålla uppgifter om de åtgärder som Socialstyrelsen anser nödvändiga för att det påtalade missförhållandet ska kunna avhjälpas. Föreläggandet får förenas med vite.
Om ett missförhållande är allvarligt och Socialstyrelsens föreläggande inte följts, får Socialstyrelsen helt eller delvis återkalla tillståndet för verksamheten. Om verksamheten inte är tillståndspliktig får Socialstyrelsen i stället helt eller delvis förbjuda fortsatt verksamhet.
Man kan som privatperson kontakta Socialstyrelsen om en verksamhet inte tycks fungera. Den har då skyldighet att kontrollera korttidshemmet. Den som kontrollerar ska upprätta en rapport vilken skickas till den berörda verksamheten innan vidare åtgärder vidtages. Rapporten är offentlig och tillgänglig för alla. Socialstyrelsens ansvar är första hand att informera om LSS och på så sätt se till att verksamheten följer denna lag.
Andra former av korttidsvistelse utanför det egna hemmet kan vara en placering hos en familj eller i form av kollo eller läger.